# Low in High School
Low in High School es el undécimo álbum de estudio de Morrissey, lanzado el 17 de noviembre de 2017 a través de BMG. Fue producido por Joe Chiccarelli, y grabado en La Fabrique Estudios en Francia y en Forum Studios de Ennio Morricone en Italia.
El álbum debutó en el quinto lugar del UK Albums Chart y recibió críticas mixtas.

## Producción y lanzamiento
El primer sencillo, "Spent the Day in Bed", fue liberado el 19 de septiembre de 2017. "I Whish You Lonely" fue publicado en línea el 24 de octubre. "Jacky's Only Happy When She's Up on the Stage" se lanzó el 7 de noviembre.
Una edición 'deluxe' de Low in High School se publicó en diciembre de 2018, con tres canciones nuevas y pistas en vivo, entre los que se incluye una versión de "Back on the Chain Gang" de The Pretenders.

## Recepción crítica

### Crítica
En Metacritic, sitio que asigna un puntaje normalizado basado en críticas especializadas, Low in High School recibió una puntuación media de 59 sobre 100.
Stephen Thomas Erlewine de AllMusic le otorgó al álbum tres de cinco estrellas, declarando que es "uno de los álbumes de Morrissey más aventurado musicalmente" pero "puede parecer tan conflictuoso al oído como lo es políticamente". Josh Modell, escribiendo para The A.V. Club, puntuó al álbum con una B, y declaró que podría ser el mejor de Morrissey  desde You Are the Quarry. Alexis Petridis en The Guardian también le otorgó tres sobre cinco estrellas, describiéndolo como "el típico álbum solista de Morrissey... no es malo, pero no está hecho para alcanzar más allá de su base de admiradores". Jordan Bassett, para NME, le dio al álbum dos de cinco estrellas, declarando "las primeras cinco de las 12 pistas del álbum son pasables, si no de hecho disfrutables. Tras ese punto, sólo los admiradores más acérrimos de Moz se deberían aventurar."

## Lista de canciones
| N.º   | Título                                            | Escritor(es)               | Duración |  |
| 1.    | «"My Love, I'd Do Anything for You"»              | Morrissey · Mando Lopez    | 4:43     |  |
| 2.    | «"I Wish You Lonely"»                             | Morrissey · Boz Boorer     | 2:59     |  |
| 3.    | «"Jacky's Only Happy When She's Up on the Stage"» | Morrissey · Boorer         | 4:19     |  |
| 4.    | «"Home Is a Question Mark"»                       | Morrissey · Lopez          | 4:00     |  |
| 5.    | «"Spent the Day in Bed"»                          | Morrissey · Gustavo Manzur | 4:19     |  |
| 6.    | «"I Bury the Living"»                             | Morrissey · Jesse Tobias   | 7:25     |  |
| 7.    | «"In Your Lap"»                                   | Morrissey · Manzur         | 4:36     |  |
| 8.    | «"The Girl from Tel-Aviv Who Wouldn't Kneel"»     | Morrissey · Manzur         | 4:57     |  |
| 9.    | «"All the Young People Must Fall in Love"»        | Morrissey · Boorer         | 3:37     |  |
| 10.   | «"When You Open Your Legs"»                       | Morrissey · Tobias         | 3:17     |  |
| 11.   | «"Who Will Protect Us from the Police?"»          | Morrissey · Boorer         | 4:05     |  |
| 12.   | «"Israel"»                                        | Morrissey · Manzur         | 5:56     |  |
| 53:25 |                                                   |                            |          |  |

## Créditos
- Morrissey-Vocalista
- Boz Boorer – Guitarrista
- Jesse Tobias – Guitarrista
- Mando Lopez – Bajista
- Matt Walker – Baterista
- Gustavo Manzur - Tecladista